# Zygonyx ilia
Zygonyx ilia е вид водно конче от семейство Libellulidae.

## Разпространение
Този вид е разпространен в Индонезия (Сулавеси).